# 克蘭西 (蒙大拿州)
克蘭西（英語：Clancy）是位於美國蒙大拿州傑佛遜縣的普查規定居民點。

## 歷史
克蘭西的郵局自1872年營運至今。

## 人口
根據2020年美國人口普查的數據，克蘭西的面積為101.45平方千米，皆為陸地。當地共有人口1851人，而人口密度為每平方千米18.25人。